# (5997) Dirac
(5997) Dirac ist ein Asteroid des inneren Hauptgürtels, der am 1. Oktober 1983 vom tschechischen Astronomen Antonín Mrkos am Kleť-Observatorium (IAU-Code 046) in der Nähe der Stadt Český Krumlov in Südböhmen entdeckt wurde.
Der Asteroid wurde am 26. Juli 2000 nach dem britischen Physiker Paul Dirac (1902–1984) benannt, einem Mitbegründer der Quantenmechanik, der 1933 zusammen mit Erwin Schrödinger mit dem Nobelpreis für Physik „für die Entdeckung einer neuen, nützlichen Form der Atomtheorie“ ausgezeichnet wurde.